# Giải Bodil cho phim Mỹ hay nhất
Giải Bodil cho phim Mỹ hay nhất là một Giải Bodil được trao hàng năm cho phim Mỹ được bầu chọn là hay nhất. Cho tới năm 1961, giải mang tên "Phim Mỹ hay nhất", sau đó trở thành "Phim hay nhất không phải của châu Âu". Năm 2001, giải đổi lại tên ban đầu, và thể loại phim châu Âu đổi thành "Phim hay nhất không phải của Mỹ".
Giải này gián đoạn 2 lần: năm 1957 các nhà sản xuất phim Mỹ tẩy chay Đan Mạch, và năm 1964, giải trao cho 2 phim châu Âu.
Dưới đây là danh sách các phim đoạt giải:

## Thập niên 1940
- 1948 The Best Years of Our Lives của William Wyler
- 1949 Monsieur Verdoux của Charles Chaplin

## Thập niên 1950
- 1950 The Snake Pit của Anatole Litvak
- 1951 Sunset Boulevard của Billy Wilder
- 1952 All About Eve của Joseph L. Mankiewicz
- 1953 High Noon của Fred Zinnemann
- 1954 Julius Caesar của Joseph L. Mankiewicz
- 1955 On the Waterfront của Elia Kazan
- 1956 Marty của Delbert Mann
- 1957 - không trao giải
- 1958 East of Eden của Elia Kazan
- 1959 The Defiant Ones của Stanley Kramer

## Thập niên 1960
- 1960 12 Angry Men của Sidney Lumet
- 1961 The Young One của Luis Buñuel
- 1962 Judgement at Nuremberg của Stanley Kramer
- 1963 The Exterminating Angel của Luis Buñuel
- 1964 - không trao giải
- 1965 Seven Days in May của John Frankenheimer
- 1966 Fail Safe của Sidney Lumet
- 1967 Nayak (The Hero) của Satyajit Ray
- 1968 Bonnie and Clyde của Arthur Penn
- 1969 Pather Panchali của Satyajit Ray

## Thập niên 1970
- 1970 Midnight Cowboy của John Schlesinger
- 1971 Tell Them Willie Boy Is Here của Abraham Polonsky
- 1972 Taking Off của Milos Forman
- 1973 Cabaret của Bob Fosse
- 1974 Scarecrow của Jerry Schatzberg
- 1975 Chinatown của Roman Polanski
- 1976 One Flew Over the Cuckoo's Nest của Milos Forman
- 1977 Nashville của Robert Altman
- 1978 Annie Hall của Woody Allen
- 1979 An Unmarried Woman của Paul Mazursky

## Thập niên 1980
- 1980 Manhattan của Woody Allen
- 1981 All That Jazz của Bob Fosse
- 1982 The Four Seasons của Alan Alda]]
- 1983 Tootsie của Sydney Pollack
- 1984 Zelig của Woody Allen
- 1985 The Right Stuff của Philip Kaufman
- 1986 The Purple Rose of Cairo của Woody Allen
- 1987 Hannah and Her Sisters của Woody Allen
- 1988 Down by Law của Jim Jarmusch
- 1989 The Dead của John Huston

## Thập niên 1990
- 1990 Dangerous Liaisons của Stephen Frears
- 1991 Goodfellas của Martin Scorsese
- 1992 Thelma & Louise của Ridley Scott
- 1993 The Player của Robert Altman
- 1994 The Age of Innocence của Martin Scorsese & The Piano by Jane Campion
- 1995 Short Cuts của Robert Altman
- 1996 Smoke của Wayne Wang
- 1997 Fargo của Joel Coen
- 1998 L. A. Confidential của Curtis Hanson
- 1999 Ice Storm của Ang Lee

## Thập niên 2000
- 2000 The Straight Story của David Lynch
- 2001 American Beauty của Sam Mendes
- 2002 Lord of the Rings của Peter Jackson
- 2003 Mulholland Drive của David Lynch
- 2004 Bowling for Columbine của Michael Moore
- 2005 Lost in Translation của Sofia Coppola
- 2006 A History of Violence của David Cronenberg
- 2007 Babel của Alejandro González Iñárritu
- 2008 Letters from Iwo Jima của Clint Eastwood